# قائمة زملاء الجمعية الملكية المنتخبين في 1969
هذه الصفحة تعرض قائمة زملاء الجمعية الملكية المُنتخبين لعام 1969.

## الزملاء
- ويليام فيف
- Paul Fatt [الإنجليزية]‏
- Eugen Glueckauf [الإنجليزية]‏
- فيليب جورج هاوثم جل

## الأعضاء الأجانب
- إنجي لمان